# Micheline Calmy-Rey

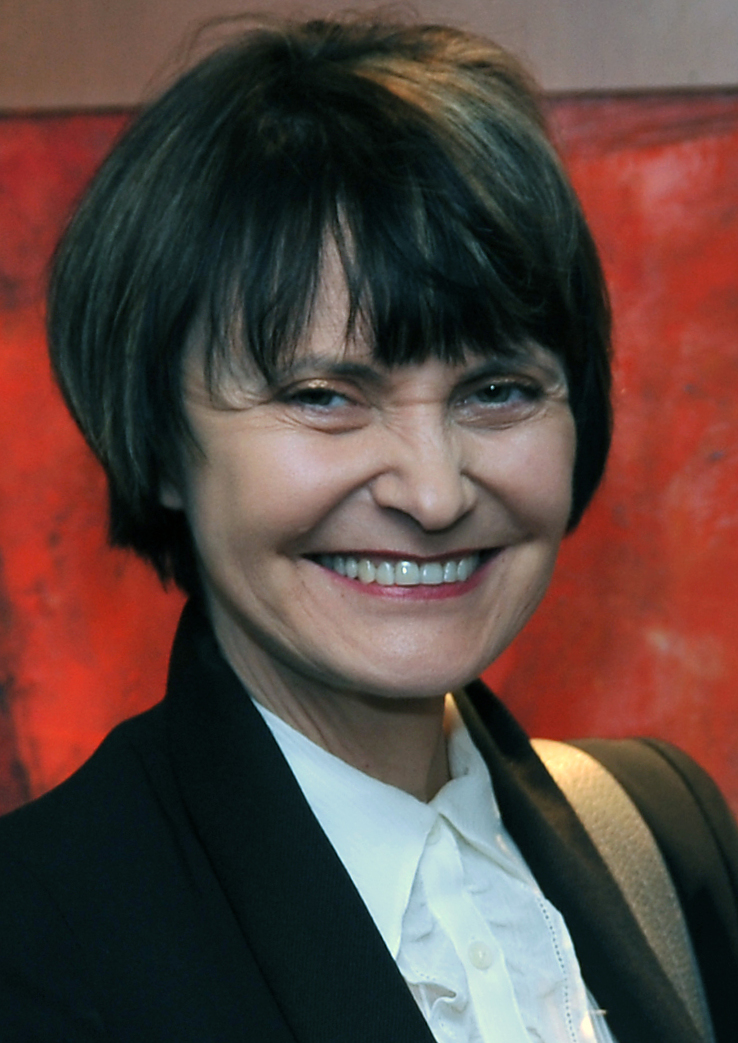
Micheline Calmy-Rey (2011)

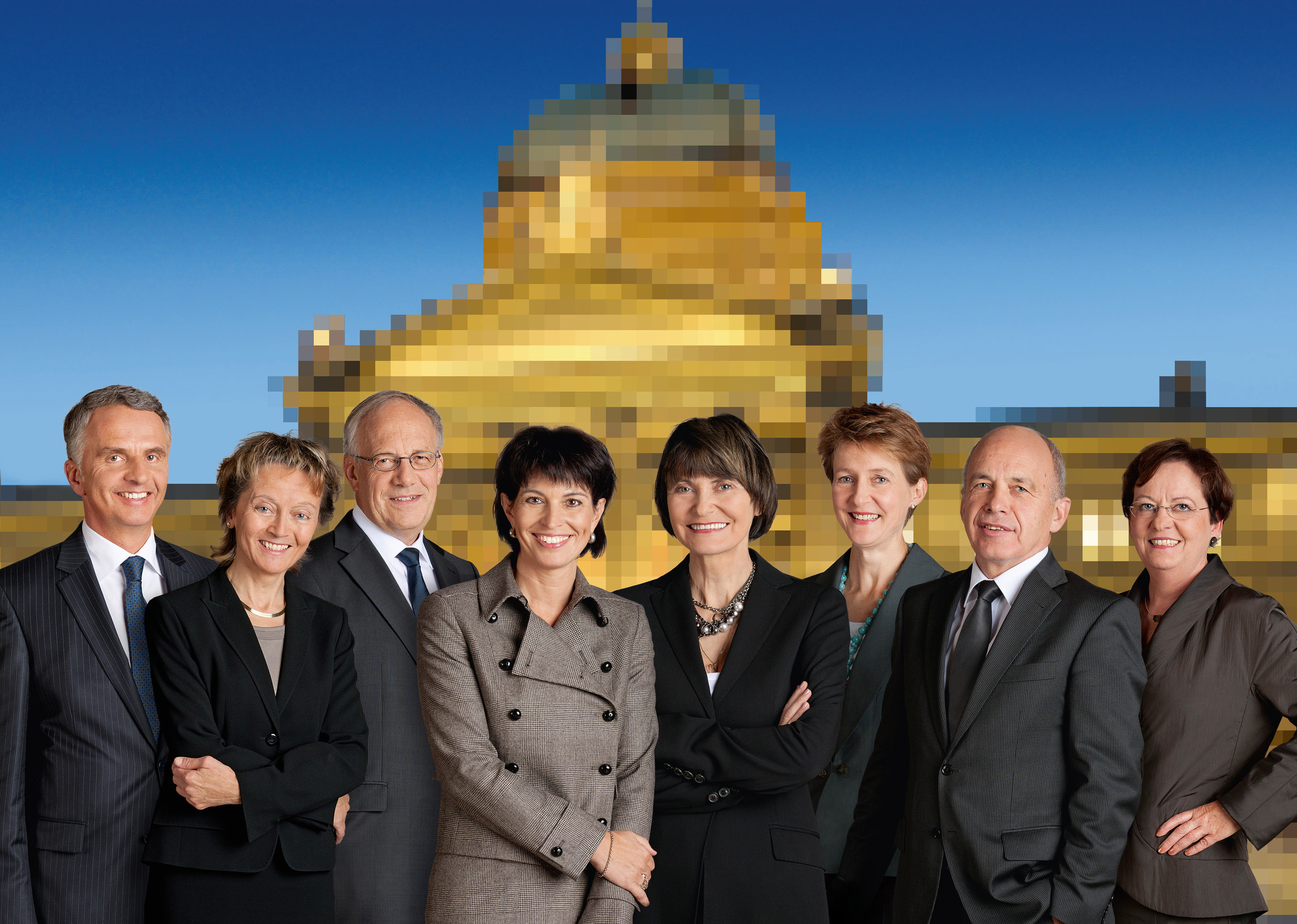
Bundesrat der Schweiz 2010

Micheline Calmy-Rey (* 8. Juli 1945 in Sitten; heimatberechtigt in Chermignon; vollständiger Name Micheline Anne Marie Calmy-Rey) ist eine Schweizer Politikerin (SP). Sie war von 2003 bis 2011 als Mitglied des Bundesrates Vorsteherin des Eidgenössischen Departements für auswärtige Angelegenheiten (EDA), des schweizerischen Aussenministeriums. 2007 und 2011 hatte sie jeweils für ein Jahr turnusgemäss das Amt der Bundespräsidentin der Schweizerischen Eidgenossenschaft inne. 2006 und 2010 war sie Vizepräsidentin.
Calmy-Rey kündigte am 7. September 2011 an, dass sie bei den Bundesratswahlen 2011 nicht mehr zur Wiederwahl antreten wird. Ihre Amtszeit endete am 31. Dezember 2011.

## Ausbildung
1963 erhielt sie das Diplom der Handelsschule in Saint-Maurice. Ein Jahr später, 1964, erlangte sie die Handelsmatura in Sitten. 1968 erreichte sie das Lizenziat der Politikwissenschaften am Genfer Hochschulinstitut für internationale Studien.

## Karriere

### Öffentliche Ämter und berufliche Tätigkeit
Micheline Calmy-Rey war von 1986 bis 1993 Mitglied des Verwaltungsrats der Groupe Caisse d’Epargne in Genf. Von 1991 bis 1997 war sie im Vorstand von Argos, einer Hilfsorganisation für Suchtkranke. 1994 bis 1997 sass Calmy-Rey im Verwaltungsrat des Flughafens Genf.
Von 1998 bis 2002 war Calmy-Rey Teil des Stiftungsrats der gemeinnützigen Stiftung Lord Michelham of Hellingly, Vizepräsidentin und später Präsidentin der Pensionskasse des Genfer Staatspersonals CIA und Mitglied im Verwaltungsrat des Fonds d’équipement communal des Kantons Genf.
Im Jahr 2002 war Calmy-Rey Mitglied des Verwaltungsrats (des sogenannten Bankrats) der Schweizerischen Nationalbank.
Während 20 Jahren führte sie ein Unternehmen, das im Buchvertrieb tätig war.
Seit 1. Mai 2012 ist sie Gastprofessorin am Global Studies Institute der Universität Genf.

### Politische Ämter
Von 1981 bis 1997 war Calmy-Rey im Grossen Rat des Kantons Genf. Von 1986 bis 1990 und nochmals von 1993 bis 1997 war sie Präsidentin der SP des Kantons Genf. Im November 1997 wurde sie in den Staatsrat gewählt, wo sie das Finanzdepartement übernahm, und im November 2001 bestätigt. In den Jahren 2001 bis 2002 stand sie dem Staatsrat als Präsidentin vor.
Am 4. Dezember 2002 wurde sie in den Bundesrat gewählt (siehe Bundesratswahl 2002). Seit Beginn ihrer Amtszeit stand sie dem Eidgenössischen Departement für auswärtige Angelegenheiten vor.
Am 7. Dezember 2005 wurde sie zur Vizepräsidentin des Bundesrats für das Jahr 2006 gewählt. Ein Jahr darauf wurde sie, turnusgemäss, von der Vereinigten Bundesversammlung zur Bundespräsidentin für das Jahr 2007 gewählt. Sie war damit nach Ruth Dreifuss die zweite Bundespräsidentin der Schweiz. Bei ihrer Wahl erzielte Micheline Calmy-Rey das bis dahin schlechteste Ergebnis bei einer Bundespräsidentenwahl seit 1939.
Am 1. November 2010 wurde sie für zwei Monate Vizepräsidentin, nachdem der bisherige Vizepräsident Moritz Leuenberger als Bundesrat zurückgetreten war. Am 8. Dezember 2010 wurde sie zum zweiten Mal zur Bundespräsidentin gewählt. Sie erzielte mit 106 von 189 abgegebenen Stimmen, bei 246 Stimmberechtigten in der Vereinigten Bundesversammlung, das bis dahin historisch schlechteste Resultat seit Einführung des Proporzwahlsystems im Jahr 1919, als 1920 Edmund Schulthess auf 136 Stimmen kam. Sie kommentierte das Resultat mit der Bemerkung «Ich betrachte das als politisches Spiel, das hat keine Bedeutung». Im Vorfeld gab es unter anderem Kritik an ihrer Rolle im Zusammenhang mit der sogenannten Libyenkrise.

## Politische Tätigkeit

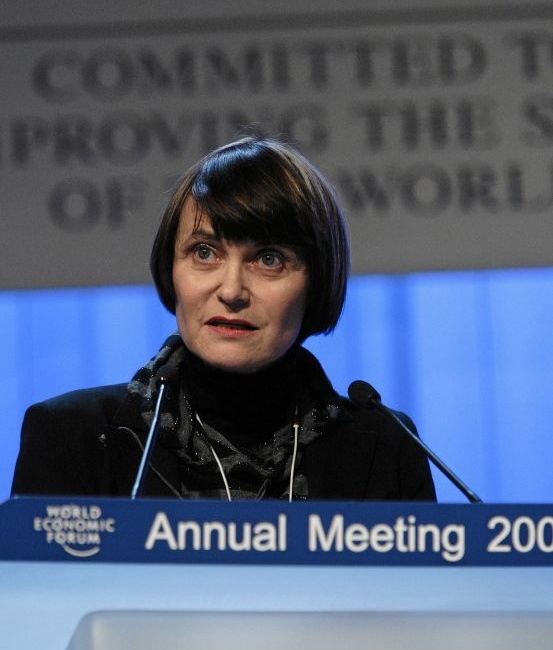
Calmy-Rey am Weltwirtschaftsforum (WEF) in Davos, 2007

Die Aussenpolitik der Schweiz ist traditionell geprägt von der Neutralitätspolitik und grosser Zurückhaltung. Calmy-Rey fasst die Rolle der Schweiz anders auf: Sie prägte den Begriff der «aktiven Neutralität» und setzte auf eine «öffentliche Diplomatie».

### Schwerpunkte ihrer Politik
Als Leiterin des Eidgenössischen Departements für auswärtige Angelegenheiten bemühte sie sich, die Beziehungen der Schweiz zur Europäischen Union durch die Stärkung und Erweiterung des so genannten bilateralen Weges zu erweitern und zu entwickeln. In diesem Kontext wurden vier Wahlkampagnen durchgeführt (Schengen/Dublin im Jahr 2005, die Freizügigkeit in den Jahren 2006 und der Kohäsionsfonds), die sie geleitet hat.
Sie förderte eine universelle Präsenz der Schweiz in der Welt durch wichtige politische und wirtschaftliche Partnerschaften und eine Politik, die sich für multilaterale Institutionen engagiert, durch die Förderung der Achtung der Menschenrechte, der Rechtsstaatlichkeit und der Bekämpfung der Armut. Schliesslich verfolgte die Schweiz unter ihrer Führung eine Politik der «aktiven Neutralität». Zu den Höhepunkten ihrer Politik gehörten die Einführung der «Genfer Initiative», ihr entscheidender Beitrag zur Gründung des Menschenrechtsrates, die Unabhängigkeit des Kosovos, die Vermittlung zwischen den P5+1 und Iran, Armenien und der Türkei, Georgien und Russland sowie die Verabschiedung eines dritten Zusatzprotokolls zu den Genfer Konventionen. Dieses erlaubte dem israelischen «Magen David Adom», dem Roten Kreuz bzw. dem Roten Halbmond beizutreten.
Sie hatte den Vorsitz des Europarates im Jahr 2010 und der Ministerienkonferenz der Frankophonie in den Jahren 2010 und 2011 inne.
Verschiedene Aktionen kennzeichneten den Beginn ihrer Amtszeit. So überschritt sie am 20. Mai 2003 als erste offizielle ausländische Regierungsvertreterin die Demarkationslinie zwischen Nord- und Südkorea. Die auffällig roten Schuhe, die sie dabei trug, wurden später zugunsten von Opfern einer Zugkatastrophe in Nordkorea für 10'291 Schweizer Franken versteigert.
Im Jahr 2007 war sie Bundespräsidentin. Bereits in ihrer Neujahrsansprache betonte sie ihr Engagement für eine friedliche Lösung von Konflikten. Sie betonte die Erfolge der religions-, sprach- und kulturübergreifenden Integration in der Schweiz. Sie rief die Mitbürger dazu auf, immer neu für Solidarität und gegen soziale Ungerechtigkeit einzustehen. In mehreren Reden während ihres Präsidialjahres kam sie auf die Integrationspolitik zu sprechen und setzte sich für kulturelle Vielfalt ein. In ihrer Rede am Weltwirtschaftsforum in Davos sprach sie erneut von der guten Integration fremder Kulturen und Religionen und vom Zusammenhalt der Schweiz, trotz den teilweise erheblichen sprachlichen Barrieren.
Als weiteren Schwerpunkt setzte sie sich für die Rechte der Frauen ein – die Gleichberechtigung ist nach ihrer Ansicht in der Schweiz in vielen Bereichen noch heute nur auf dem Papier vorhanden. Calmy-Rey engagierte sich für eine Gleichberechtigung in Wirtschaft und Politik und befürwortete die sogenannte Quotenregel, wonach Parlamente einen Mindestanteil an weiblichen Mitgliedern haben sollen. Aufmerksamkeit erreichte sie mit ihrem Auftritt zur Nationalfeier am 1. August 2007, als sie trotz Sicherheitsbedenken (in den vorangegangenen Jahren hatten Rechtsextreme die Rütlifeiern teilweise massiv gestört) darauf bestand, an einer besonders für Frauen organisierten Feier auf dem Rütli teilzunehmen.
Den dritten Schwerpunkt ihrer Politik bildeten die Menschenrechte. Die Schweiz spielte eine wichtige Rolle bei der Bildung des UN-Menschenrechtsrates. Auch während ihres Präsidialjahres kam sie mehrfach darauf zu sprechen. Am 10. Dezember, dem Tag der Menschenrechte, hielt sie eine Ansprache, in der sie die Wichtigkeit des Einsatzes jedes Einzelnen für deren Wahrung hervorhob.

«Die Achtung der Menschenrechte ist kein utopischer Traum. Sie geht uns alle in unserem Alltag an – in der Familie, bei der Arbeit, in der Gesellschaft. Ich lade Sie ein, sich dafür einzusetzen, dass die Menschenrechte überall respektiert werden.»

Calmy-Rey wird von ihren Befürwortern zugutegehalten, im Falle von konstatierten Menschenrechtsverletzungen in anderen Staaten diese auch dann noch für ihre Verstösse kritisiert zu haben, wenn durch ihre Interventionen andere (zum Beispiel wirtschaftliche) Interessen der Schweiz hätten betroffen werden können. So zitierte sie in ihrer Amtszeit mehrere Botschafter und hohe Diplomaten ins Aussenministerium, darunter den türkischen, den chinesischen und den amerikanischen. Als Mittel für Verbesserungen setzte sie auf den Dialog auch mit Regierungen, mit denen andere westliche Länder den Kontakt abgebrochen hatten.
Mitte März 2008 reiste sie nach Teheran, um neben einem Besuch beim iranischen Staatschef Mahmud Ahmadineschad der Unterzeichnung eines Erdgas-Liefervertrages für das Schweizer Energieunternehmen Elektrizitätsgesellschaft Laufenburg beizuwohnen. Aufsehen erregte sie damit, dass sie auf den offiziellen Fotos vom Besuch beim Staatschef ein Kopftuch trug. Sie dementierte jedoch, das als Zeichen der Unterordnung getan zu haben, vielmehr habe sie sich örtlichen Gesetzen angepasst.
Am 28. März 2008 eröffnete sie persönlich die Schweizer Botschaft in Pristina (Kosovo). Die Schweiz entsandte nach dem Vereinigten Königreich als zweiter Staat einen Botschafter in den jungen Staat Kosovo. Die Aussenministerin war nach ihrem schwedischen Amtskollegen, dem ehemaligen Balkan-Unterhändler Carl Bildt, das zweite ausländische Regierungsmitglied, das seit der Unabhängigkeitserklärung Kosovos das Land besuchte.

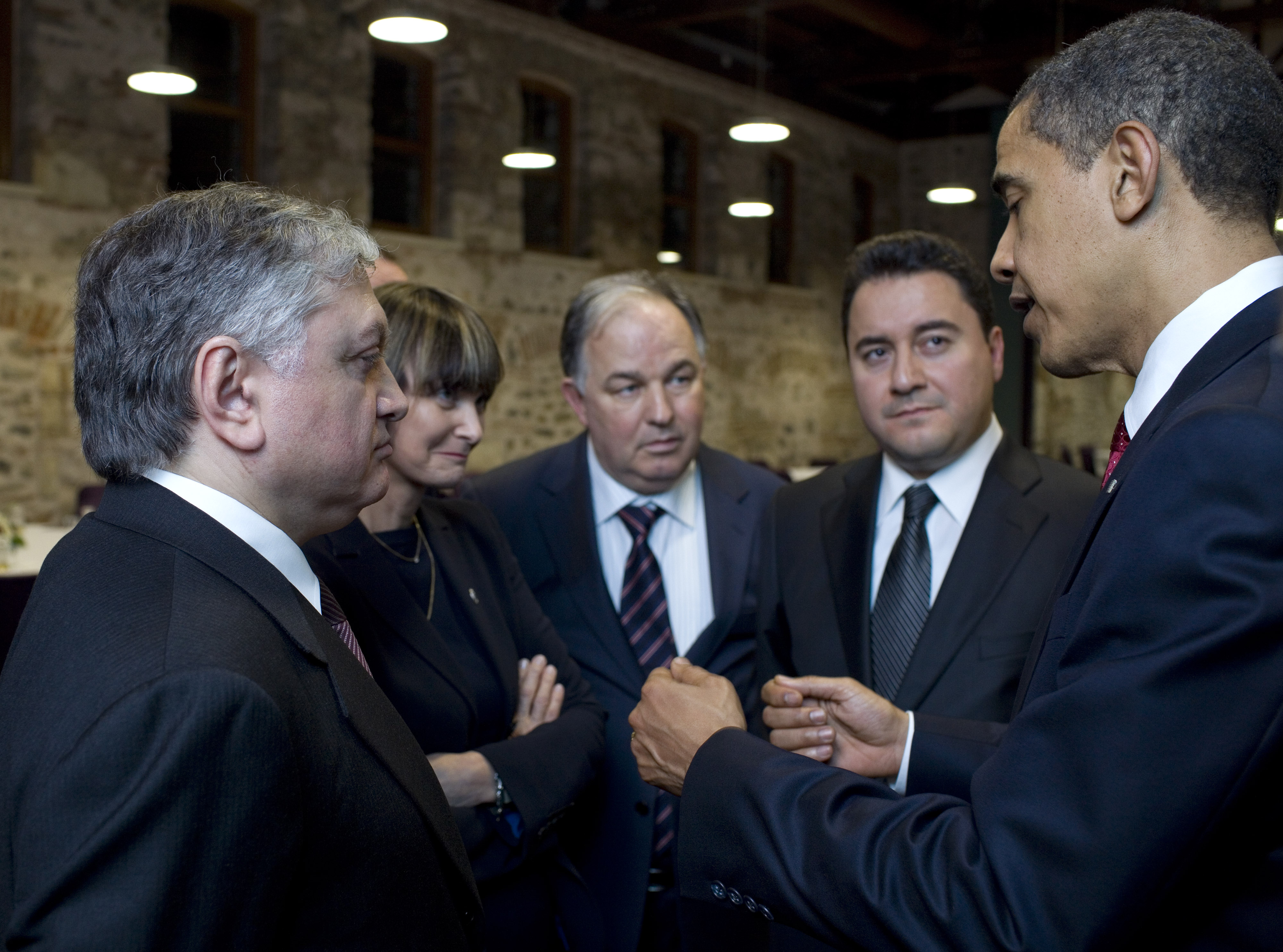
Von links nach rechts: der armenische Aussenminister Edward Nalbandjan, Calmy-Rey, der türkische Unterhändler Ertuğrul Apakan, der türkische Aussenminister Ali Babacan und US-Präsident Barack Obama

Micheline Calmy-Rey sieht die Rolle der Schweiz als Land ohne koloniale Vergangenheit in der diplomatischen Vermittlung und Mediation bei der Bewältigung von Konflikten zwischen anderen Staaten. So leitet die Schweiz etwa die Verhandlungen zwischen der Türkei und Armenien um die Beilegung des Grenzkonfliktes, sie vertritt die Interessen der Vereinigten Staaten im Iran sowie die Interessen Georgiens in Russland und diejenigen Russlands in Georgien.
Nach ihrem Ausscheiden aus dem Bundesrat plädierte Calmy-Rey in einer öffentlichen Stellungnahme am 2. Februar 2014 für einen Beitritt der Schweiz zur Europäischen Union. Zur Begründung äusserte sie die Ansicht, dass die Schweiz auf diese Weise mehr Einfluss auf europäische Entscheidungen bekommen könne, von denen sie unmittelbar betroffen sei.
Sie war Teil des Initiativkomitees der Konzernverantwortungsinitiative. Calmy-Rey ist zusammen mit  Pascal  Couchepin Stiftungsrätin der Genfer Nahost-Friedensinitiative Fondation Arditi pour le dialogue interculturelle von Metin Arditi, die an mehreren israelischen Universitäten tätig ist.

## Kritik
Für ihre Auslegung des Neutralitätsprinzips wurde sie von der politischen Rechten, insbesondere der SVP, kritisiert.
Ihre persönliche Anwesenheit in Pristina wurde in der Schweiz teilweise als «diplomatische Erstvalidierung» der Regierung Thaçi aufgefasst, die sich um die Aufarbeitung der Kriegsverbrechen in den eigenen Reihen nur halbherzig bemühe. Generell warf die Diplomatie von Micheline Calmy-Rey Fragen nach der zukünftigen schweizerischen Aussenpolitik auf, die insbesondere von bürgerlichen Parteien in der Schweiz formuliert wurden. Diese Diplomatie wurde aber auch von ihrem Nachfolger verfolgt, insofern als die von Micheline Calmy-Rey definierten Prioritäten – Europapolitik, internationale Vermittlungen und universelle Präsenz der Schweiz auf der Weltbühne – die gleichen geblieben sind.
Der Abschluss des Erdgas-Liefervertrages mit dem Iran wurde von Ronald Lauder, dem Präsidenten des Jüdischen Weltkongresses, kritisiert. Er sagte, mit dem Geld könne Teheran Raketen bauen und israelische Bürger töten. Wenngleich der Vertragsabschluss aus menschenrechtlicher Sicht fragwürdig erscheinen mag, aus rechtlicher Sicht ist er es nicht, denn die Sanktionen der Vereinten Nationen (UNO) gegen den Iran betreffen explizit keine Erdölprodukte. Es handelte sich zudem nicht um einen Staatsvertrag. Trotzdem wurde ihr vorgeworfen, durch ihre Mitreise zur Vertragsunterzeichnung diese quasi diplomatisch legitimiert zu haben.
Calmy-Rey handelte sich zudem Kritik für ihren als allzu gefällig empfundenen, regelmässigen Umgang mit radikalislamischen Organisationen wie der Hamas ein, wie ein Autor in der Weltwoche monierte.
Allgemein wurde Calmy-Rey von ihren Kritikern vorgeworfen, dem Westen inklusive Israels undifferenziert negativ, den Entwicklungs- und Schwellenländern und den islamischen Staaten hingegen undifferenziert wohlwollend gegenüber aufzutreten.

## Auszeichnungen
- 2011: Prix Diaspora für ihre Rolle bei der Anerkennung des Staates Kosovo[36]
- 2012: Ehrenmedaille der Republik Armenien[37]
- 2012: Doktor honoris causa der International University in Genf[3]
- 2014: Order of Friendship der Russischen Föderation als Zeichen der Anerkennung für ihren Beitrag zur Stärkung der Freundschaft und Zusammenarbeit zwischen Russland und der Schweiz[38][39]
- 2017: Ehrenbürgerin der Gemeinde von Viti, Kosovo[40]

## Privates
Micheline Calmy-Rey ist die Tochter von Charles und Adeline Rey; ihr Vater war Lehrer und Zugführer. Sie hat zwei Schwestern, von denen Eliane Rey (* 1953) der FDP angehört und von 2002 bis 2006 Mitglied der Stadtregierung von Lausanne war.
Micheline Calmy-Rey war ab 1966 mit André Calmy (1940–2015) verheiratet. Aus der Ehe gingen zwei Kinder hervor, darunter die Virologin Alexandra Calmy. Calmy-Rey lebt in Genf.

## Dokumentation
- Die 7 Bundesrätinnen. In: DOK (SRF 1). 29. November 2018 (Video; 50 min; Videoausschnitte).

## Publikationen
- mit Svenja Rauch: The Art and Science of Negotiations: “De-Politicizing and Technicizing Negotiations”. In: WTO Accessions – The Upper Floors of the Trading System. WTO & Cambridge University Press, 2017.
- Doktrin im globalen Kontext. In: Konrad Hummler, Franz Jaeger: Kleinstaat Schweiz – Auslauf- oder Erfolgsmodell? NZZ Libro, Zürich 2017, ISBN 978-3-03810-236-6.
- Die Schweiz, die ich uns wünsche. Übersetzt aus dem Französischen von Irma Wehrli, mit einem Vorwort von Charles Lewinsky. Nagel & Kimche, Zürich 2014, ISBN 978-3-312-00610-6.
- La Suisse que je souhaite. Éditions Favre, Lausanne 2014, ISBN 978-2-8289-1318-2.
- The Swiss Model. Horizons, 2014.
- Justice sociale et liberté politique selon Calvin. Clarification et perspectives. In: La Vie protestante. Genf 2010.
- Die Neutralität. Zwischen Mythos und Vorbild. NZZ Libro, Zürich 2020, ISBN 978-3-03810-493-3.